# Срок истекает на рассвете
«Срок истекает на рассвете» — советский криминальный фильм-мелодрама 1965 года режиссёров Нинель Неновой и Гено Цулая, снятый на киностудии «Грузия-фильм».
Экранизация одноимённого романа американского писателя Корнелла Вулрича (под псевдонимом Уильям Айриш), опубликованного в 1944 году.
Премьера состоялась в декабре 1966 года. Фильм посмотрели 11,4 млн зрителей.

## Сюжет
Жизни двух молодых американцев Тони и Брикки пересекаются в крупном городе. Тони, оказавшись в безвыходном положении, совершает преступление, но вскоре понимает свою ошибку и решает исправиться. Он знакомится с Брикки, которая также пытается уйти от своего прошлого. Вместе им предстоит распутать интриги и разгадать загадку убийства, чтобы спасти свои жизни и уехать из города. Однако, их планы срываются, и герои оказываются в опасности, сталкиваясь с полицией и наемными убийцами.

## В ролях
- Ариадна Шенгелая — Брикки Кольман
- Мераб Тавадзе — Тони
- Гуранда Габуния — Джоан Бристоль
- Тенгиз Дашувили — Грифит
- Ладо Цхвариашвили — Артур
- Герман Качин
- Александр Хаскин
- Луиза Маклярская
- Реваз Хобуа
- И. Корнейчук
- Оксана Левинсон
- А. Маргариани
- С. Мирзиади
- А. Смирнов
- Валентина Токарская
- Гено Цулая

## Съёмочная группа
- Режиссёры, сценаристы: Нинель Ненова, Гено Цулая
- Оператор: Гиви Рачвелишвили
- Композитор: Отар Гордели
- Художник: Алексей Макаров